# Episodi di Rapunzel - La serie (terza stagione)
La terza stagione della serie animata Rapunzel - La serie è stata trasmessa sul canale statunitense Disney Channel dal 7 ottobre 2019 al 1º marzo 2020.
In Italia dal 18 dicembre 2020 è disponibile su Disney+, mentre in chiaro va in onda su Rai Gulp dal 16 marzo al 5 aprile 2021.
| nº USA | nº Ita | Titolo originale                    | Titolo italiano                          | Prima TV USA     | Pubblicazione Italia |
| ------ | ------ | ----------------------------------- | ---------------------------------------- | ---------------- | -------------------- |
| 1      | 48     | Rapunzel's Return                   | Il ritorno di Rapunzel (prima parte)     | 7 ottobre 2019   | 18 dicembre 2020     |
| 1      | 49     | Rapunzel's Return                   | Il ritorno di Rapunzel (seconda parte)   | 7 ottobre 2019   | 18 dicembre 2020     |
| 2      | 50     | Return of the King                  | Il ritorno del re                        | 8 ottobre 2019   | 18 dicembre 2020     |
| 3      | 51     | Who's Afraid of the Big, Bad Wolf?  | Chi ha paura del grande lupo cattivo?    | 9 ottobre 2019   | 18 dicembre 2020     |
| 4      | 52     | The Lost Treasure of Herz Der Sonne | Il tesoro perduto di Herz Der Sonne      | 10 ottobre 2019  | 18 dicembre 2020     |
| 5      | 53     | No Time Like the Past               | Non c'è momento migliore del passato     | 11 ottobre 2019  | 18 dicembre 2020     |
| 6      | 54     | Beginnings                          | Gli inizi                                | 15 ottobre 2019  | 18 dicembre 2020     |
| 7      | 55     | The King and Queen of Hearts        | Il re e la regina di cuori               | 16 ottobre 2019  | 18 dicembre 2020     |
| 8      | 56     | Day of the Animals                  | Il giorno degli animali                  | 17 ottobre 2019  | 18 dicembre 2020     |
| 9      | 57     | Be Very Afraid                      | Abbi molta paura                         | 18 ottobre 2019  | 18 dicembre 2020     |
| 10     | 58     | Pascal’s Dragon                     | Il drago di Pascal                       | 12 gennaio 2020  | 18 dicembre 2020     |
| 11     | 59     | Islands Apart                       | Distanti molte isole                     | 19 gennaio 2020  | 18 dicembre 2020     |
| 12     | 60     | Cassandra's Revenge                 | La vendetta di Cassandra (prima parte)   | 26 gennaio 2020  | 18 dicembre 2020     |
| 12     | 61     | Cassandra's Revenge                 | La vendetta di Cassandra (seconda parte) | 26 gennaio 2020  | 18 dicembre 2020     |
| 13     | 62     | Race to the Spire                   | Corsa alla guglia                        | 2 febbraio 2020  | 18 dicembre 2020     |
| 14     | 63     | A Tale of Two Sisters               | Storia di due sorelle                    | 9 febbraio 2020  | 18 dicembre 2020     |
| 15     | 64     | Flynnpostor                         | Flynnpostore                             | 16 febbraio 2020 | 18 dicembre 2020     |
| 16     | 65     | Once a Handmaiden...                | Ancella una volta...                     | 23 febbraio 2020 | 18 dicembre 2020     |
| 17     | 66     | Plus Est En Vous                    | Plus Est En Vous (prima parte)           | 1º marzo 2020    | 18 dicembre 2020     |
| 17     | 67     | Plus Est En Vous                    | Plus Est En Vous (seconda parte)         | 1º marzo 2020    | 18 dicembre 2020     |
| 17     | 68     | Plus Est En Vous                    | Plus Est En Vous (terza parte)           | 1º marzo 2020    | 18 dicembre 2020     |